# Петриковский сельсовет
Петриковский сельсовет (бел. Пе́трыкаўскі сельсавет) — административная единица на территории Петриковского района Гомельской области Республики Беларусь. Административный центр — город Петриков.

## История
Указом Президента Республики Беларусь от 5 апреля 2021 г. № 136 "Об административно-территориальном устройстве Витебской, Гомельской и Могилёвской областей" с 1 июня 2021 года посёлок Шестовичи, деревня Шестовичи, Мойсеевичи, Велавск, Черноцкое Петриковского района включены в состав Мозырского района.
В результате изменения границ районов в Едином реестре административно-территориальных и территориальных единиц Республики Беларусь была произведена регистрация административного подчинения д. Велавск, д.  Мойсеевичи, д. Черноцкое, д. Шестовичи, п. Шестовичи Петриковского сельсовета Петриковского района в Осовецкий сельсовет Мозырского района.

## Состав
Петриковский сельсовет включает 11 населённых пунктов:
- Белановичи — деревня
- Белолесское — посёлок
- Березняки — деревня
- Ильич — деревня
- Макаричи — деревня
- Новосёлки — деревня
- Оголичи — деревня
- Оголичская Рудня — деревня
- Першемай — деревня
- Свобода — деревня
- Слензаки — посёлок

## Достопримечательность
- Дом-музей Деда Талаша[2][3]. Расположен в 9 км от Петрикова.